# 佩里米林
佩里米林是巴西马拉尼昂州的一个市镇。总面积405.295平方公里，总人口11729人，人口密度28.9人/平方公里。